# Faora
Faora è una supercriminale che appare nei fumetti pubblicati dalla DC Comics, comunemente in associazione con il suo nemico Superman. Il personaggio è stato creato da Cary Bates e Curt Swan ed è apparso per la prima volta in Action Comics n. 471 (maggio 1977). Più comunemente, Faora è un'alleata e talvolta la moglie/amante della nemesi kryptoniana di Superman, il Generale Zod.

## Poteri e abilità
In quanto kryptoniana, Faora ha dei superpoteri derivati dalla luce del sole giallo della Terra in quel sistema solare. Queste abilità di base le sono sufficienti per piegare l'acciaio, sopraffare una locomotiva, saltare un edificio alto in un balzo e superare un proiettile in corsa; così come invulnerabilità virtuale, recupero accelerato, raggi laser, respiro vorticoso e volo. Possiede straordinari sensi dell'udito e della vista, inclusi raggi X, visione telescopica e microscopica. La versione pre-crisi di Faora aveva ottenuto nuovi poteri. Può comunicare telepaticamente o talvolta lo fa inconsciamente e proiettare fulmini di energia psichica per indebolire altri kryptoniani dalla Zona fantasma. Mentre si trova nella Zona, è effettivamente immortale (e intoccabile). Faora conosce Horu-Kanu, la forma più letale di arti marziali su Krypton. Questa tecnica utilizza punti di pressione mirati con precisione per disabilitare, paralizzare o uccidere gli avversari. Entrambe le versioni hanno esperienza nel combattimento a mani nude. Anche i suoi livelli di potenza sono più simili a Supergirl. Come tutti i kryptoniani, è anche vulnerabile alla kryptonite, alla luce solare rossa e alla magia.
La versione metaumana di Faora ha la capacità di interrompere i legami molecolari.

## Altri media

### Cinema
- Faora appare nel DC Extended Universe, interpretata da Antje Traue. Diversamente dalle altre versioni del personaggio, questa è raffigurata come fedele braccio destro e luogotenente, nonché amante, del Generale Zod, prendendo il posto di Ursa (come viene solo vista nei film Superman e il suo sequel).
  - Faora-Ul appare come antagonista secondaria nel primo film del DCEU L'uomo d'acciaio (2013), come una dei supercriminali kryptoniani e membri della Spada di Rao, insieme al Generale Zod, Jax-Ur e Nam-Ek.
  - Una variante di Faora riappare nuovamente nel film The Flash (2023).

### Televisione
- Faora apparve nella serie animata degli anni ottanta Superman.
- Il personaggio apparve in cameo nella serie animata Legion of Super Heroes.
- Faora appare anche nella serie televisiva Smallville, interpretata da Sharon Taylor.
- Faora Hu-Ul apparve nella serie animata Young Justice.
- Il personaggio apparve anche nella serie animata The Looney Tunes Show.
- Faora apparve nella serie animata Justice League Action.

### Videogiochi
- L'incarnazione di Faora-Ul del DC Extended Universe appare come personaggio giocabile in LEGO Batman 3: Gotham e oltre, tramite DLC.